# Альбіон (Мічиган)
Альбіон (англ. Albion) — місто (англ. city) в США, в окрузі Калгун штату Мічиган. Населення — 7700 осіб (2020).

## Географія
Альбіон розташований за координатами 42°14′52″ пн. ш. 84°45′33″ зх. д. / 42.24778° пн. ш. 84.75917° зх. д. (42.247854, -84.759120).  За даними Бюро перепису населення США в 2010 році місто мало площу 11,69 км², з яких 11,42 км² — суходіл та 0,27 км² — водойми.

### Клімат
| Клімат : Альбіон      | Клімат : Альбіон | Клімат : Альбіон | Клімат : Альбіон | Клімат : Альбіон | Клімат : Альбіон | Клімат : Альбіон | Клімат : Альбіон | Клімат : Альбіон | Клімат : Альбіон | Клімат : Альбіон | Клімат : Альбіон | Клімат : Альбіон | Клімат : Альбіон |
| Показник              | Січ.             | Лют.             | Бер.             | Квіт.            | Трав.            | Черв.            | Лип.             | Серп.            | Вер.             | Жовт.            | Лист.            | Груд.            | Рік              |
| Середній максимум, °C | 0,9              | −0,1             | 5,3              | 13,1             | 21,1             | 26,6             | 29,8             | 27,9             | 23,4             | 15,8             | 6,7              | 2,5              | 14,5             |
| Середній мінімум, °C  | −6,8             | −8,2             | −3               | 3,5              | 9,9              | 15,3             | 17,7             | 16,3             | 12,6             | 6,1              | −0,6             | −4               | 5,0              |
| Норма опадів, мм      | 51               | 43               | 61               | 81               | 94               | 94               | 84               | 79               | 84               | 69               | 66               | 58               | 861              |
| --------------------- | ---------------- | ---------------- | ---------------- | ---------------- | ---------------- | ---------------- | ---------------- | ---------------- | ---------------- | ---------------- | ---------------- | ---------------- | ---------------- |
| Джерело: Weatherbase  |                  |                  |                  |                  |                  |                  |                  |                  |                  |                  |                  |                  |                  |

## Демографія
Згідно з переписом 2010 року, у місті мешкало 8616 осіб у 2923 домогосподарствах у складі 1761 родини. Густота населення становила 737 осіб/км².  Було 3514 помешкання (301/км²).
Расовий склад населення:
| - 63,6 % — білих - 29,9 % — чорних або афроамериканців - 1,1 % — азіатів - 0,3 % — корінних американців - 0,2 % — вихідців з тихоокеанських островів - 1,0 % — осіб інших рас |

До двох чи більше рас належало 3,9 %. Частка іспаномовних становила 5,8 % від усіх жителів.
За віковим діапазоном населення розподілялося таким чином: 21,7 % — особи молодші 18 років, 65,3 % — особи у віці 18—64 років, 13,0 % — особи у віці 65 років та старші. Медіана віку мешканця становила 28,1 року. На 100 осіб жіночої статі у місті припадало 87,2 чоловіків;  на 100 жінок у віці від 18 років та старших — 83,6 чоловіків також старших 18 років.
Середній дохід на одне домашнє господарство  становив 38 693 долари США (медіана — 26 817), а середній дохід на одну сім'ю — 45 199 доларів (медіана — 33 341). Медіана доходів становила 35 409 доларів для чоловіків та 31 715 доларів для жінок. За межею бідності перебувало 32,5 % осіб, у тому числі 49,3 % дітей у віці до 18 років та 10,3 % осіб у віці 65 років та старших.
Цивільне працевлаштоване населення становило 3230 осіб. Основні галузі зайнятості: освіта, охорона здоров'я та соціальна допомога — 36,2 %, виробництво — 19,3 %, мистецтво, розваги та відпочинок — 12,4 %, роздрібна торгівля — 11,8 %.